# Gemeenschappelijk Toezichtsmechanisme
Het Gemeenschappelijk Toezichtsmechanisme (GTM), ook wel Single Supervisory Mechanism (SSM), is een wetgevend en institutioneel kader van de Europese Centrale Bank. De Europese Centrale Bank heeft op grond van het GTM de exclusieve bevoegdheid om vergunningen te verlenen aan banken die zich willen vestigen in een participerende EU-lidstaat. Tevens is de ECB op grond van het GTM direct verantwoordelijk voor het prudentieel toezicht op de meest significante banken binnen de participerende EU-lidstaten. Ten slotte kan de ECB ook indirect invloed uitoefenen op minder significante banken. Lidstaten die deelnemen aan de Eurozone zijn verplicht om deel te nemen aan het mechanisme, terwijl lidstaten die de euro niet als munteenheid gebruiken het mechanisme vrijwillig kunnen laten toepassen. 
Het Gemeenschappelijk Toezichtsmechanisme vormt het belangrijkste onderdeel van de Europese Bankenunie (2012), tezamen met het Gemeenschappelijk Afwikkelingsmechanisme en het nog niet ingevoerde Gemeenschappelijk depositogarantiestelsel.

## Achtergrond
Het Gemeenschappelijk Toezichtsmechanisme vormt een onderdeel van de Europese Bankenunie, die tijdens een Eurotop in Brussel op 28 en 29 juni 2012 in het leven werd geroepen. Op basis van dit besluit van de Europese Raad heeft de Europese Commissie een voorstel gedaan met betrekking tot de invoering van een Gemeenschappelijk Toezichtsmechanisme op 12 september 2012. Het voorstel werd positief ontvangen door de Europese Centrale Bank, maar het voorstel werd bekritiseerd door regeringsleiders en economen. De Duitse bondskanselier Angela Merkel vroeg zich af of de ECB wel over de capaciteit beschikte om 6000 banken binnen de Eurozone te monitoren. Diverse economen waren van mening dat de samenstelling van het bestuur van het GMT te nationaal-georiënteerd was. Het bestuur bestaat uit 23 leden, waarvan 17 afkomstig van nationale toezichthouders. Deze nationale toezichthouders zouden volgens de economen te veel het nationale belang laten prevaleren, omdat zij Europees toezicht niet zouden waarderen. 
Het Europees Parlement en de Raad van de Europese Unie bereikte op 19 maart 2013 een conceptakkoord over een GTM-verordening. Op 12 september 2013 gaf het Europees Parlement haar goedkeuring aan de verordening. De Raad van de Europese Unie ging op 15 oktober 2013 akkoord. Met ingang van 4 november 2014 houdt de Europese Centrale Bank toezicht op de meest significante banken. Op dit moment houdt de ECB toezicht op ongeveer 130 financiële ondernemingen die samen 85% van de totale bankactiva bezitten.